# Intuitive Machines
Intuitive Machines — американская компания, производитель космической техники. Компания разработала посадочный модуль Nova-C, совершивший свой первый полёт к Луне в рамках миссии IM-1 в феврале 2024 года.

## История

### 2018—2020
В ноябре 2018 компания была выбрана НАСА в качестве одной из 9 компаний, получивших право претендовать на получение контракта по программе Commercial Lunar Payload Services (CLPS).  Их посадочный модуль Nova-C был предложен НАСА в качестве первого спускаемого аппарата этой программы, ориентированной на исследование и использование природных ресурсов Луны.
31 мая 2019 НАСА объявило, что выделило Intuitive Machines 77 миллионов долларов на строительство посадочного модуля Nova-C и его запуск на Луну.
13 апреля 2020 компания Intuitive Machines, заявила, что ее первая коммерческая лунная миссия будет нацелена на посадку возле долины Шрётера.
16 октября 2020 Intuitive Machines получила от НАСА второй контракт в рамках CLPS, по доставке на южный полюс луны посадочного модуля Nova-C.

### 2021—2023
22 апреля 2021 года место посадки было изменено на неуказанное между морем Ясности и морем Кризисов.
17 ноября 2021 года был заключен третий контракт по лунной миссии.
1 ноября 2022 года открыла центр проверки малых двигателей вблизи аэропорта Хьюстона.
14 февраля 2023 года акции Intuitive Machines начали торговаться на бирже NASDAQ.
В феврале 2023 компания завершила слияние с Inflection Point Acquisition и зарегистрировалась в штате Делавэр.

### 2024—н.в
15 февраля 2024 года была запущена первая лунная миссия кампании Intuitive Machines (IM-1) по доставке посадочного модуля Nova-C на поверхность Луны. Посадка состоялась 22 февраля 2024 года в 23:23 GMT близ кратера Малаперт в районе южного полюса Луны. На следующий день компания объявила, что аппарат завалился на бок. Аппарат проработал 6 дней до 28 февраля.
После успешного запуска акции компании выросли почти в 1,5 раза по сравнению с ценой до запуска или в 3 раза с начала года.
29 августа 2024 года НАСА заключило четвертый контракт на миссию CP-22 запуск которой запланирован на 2027 год.
18 сентября 2024 года был заключен контракт с максимальной стоимостью в 4.8 млрд. долларов в рамках, которого планируется осуществить развертывание окололунной орбитальной группировки для предоставления услуг связи и развития навигационных возможностей в рамках программы Артемида. На этом фоне акции компании выросли на 60% в моменте и на 24% за день.

## Продукция

### Nova-C
Nova-C — легкий лунный посадочный модуль, разработанный для доставки небольших коммерческих грузов на поверхность Луны. Его запуски осуществляются с помощью ракеты-носитель Falcon-9. На данный момент планируется три запуска один уже совершен.

### Другая продукция
В планах компании создание μNova — беспилотного летательного аппарата с двигательной установкой, который запускается с посадочного модуля Nova-C и перемещается над лунной поверхностью с помощью реактивной тяги. Максимальная дальность полёта составит до 25 км, а полезная нагрузка до 1 кг. Первое использование μNova запланировано на 2025 в миссии IM-2.
Помимо легкого посадочного модуля Nova-C, планируется создание двух других посадочных модулей Nova-D и Nova-M, для средней и большой полезных нагрузок соответственно.
Компания Intuitive Machines разработала свой возвращаемый модуль Universal Return Vehicle (URV) совместно с космическим центром НАСА имени Джонсона для возвращения грузов с Международной космической станции. НАСА выбрало команду, в том числе Intuitive Machines, для изучения аэрозахвата с использованием возможностей URV.